# El Acheral
El Acheral es una localidad argentina ubicada en el departamento San Pedro de la provincia de Jujuy. Se encuentra sobre la Ruta Provincial 41, 1 km al este del río Lavayén. Tiene injerencia sobre la localidad de San Juan de Dios.
Es una área de producción tabacalera. Cuenta con un puesto de salud construido en 2007, escuela primaria y de adultos.
El nombre significa lugar poblado de achiras, una planta con flores coloradas que crece en terrenos húmedos.